# Corticaria lateritia
Corticaria lateritia är en skalbaggsart som beskrevs av Mannerheim 1844. Corticaria lateritia ingår i släktet Corticaria, och familjen mögelbaggar. Arten är reproducerande i Sverige.